# 14 Casper
Nguyễn Mạnh Cường (sinh ngày 14 tháng 2 năm 1999), được biết đến với nghệ danh 14 Casper, là một nhạc sĩ, nhà sản xuất âm nhạc Indie người Việt Nam, thường được biết tới là một thành viên nhóm nhạc bộ đôi cùng ca sĩ Bon Nghiêm. Anh từng dành được giải thưởng Làn Sóng Xanh lần thứ 25 ở hạng mục Sự kết hợp xuất sắc và giải thưởng TikTok Awards tại hạng mục Âm nhạc của năm. Năm 2022, 14 Casper tham gia chương trình Sing My Song (mùa 3) - phiên bản Big Song Big Deal, và được đánh giá là một trong những thí sinh nổi bật của chương trình do đã có những tác phẩm được đông đảo giới trẻ yêu nhạc Indie biết tới như bao tiền một mớ bình yên?, một đời, có ai ở đây không?
Với sự nhẹ nhàng, êm ái, và thông điệp mang tính cổ vũ tinh thần của những bài hát, anh được khán giả ưu ái dành tặng danh xưng "Người làm nhạc chữa lành".

## Tiểu sử
14 Casper dành phần lớn thời gian tuổi thơ lớn lên tại thành phố Hà Nội, nơi khiến âm nhạc của anh chịu ảnh hưởng rất nhiều bởi bản sắc văn hóa cổ kính, nhẹ nhàng. Anh tốt nghiệp bằng Cử nhân, chuyên ngành Quản trị kinh doanh, trường Đại học Ngoại thương Hà Nội.
Sinh ra trong một gia đình không có truyền thống làm nghệ thuật, anh vấp phải rất nhiều sự phản đối từ bố mẹ khi quyết định theo đuổi con đường âm nhạc sau khi tốt nghiệp Đại học vào năm 2021. Sau 3 năm hoạt động nghệ thuật, anh đã dần nhận được sự công nhận tới từ gia đình và khán giả với một số thành tựu nổi bật với vai trò nhạc sĩ - nhà sản xuất âm nhạc, hợp tác cùng ca sĩ Bon Nghiêm như một bộ đôi nghệ sĩ Indie.

## Sự nghiệp

### Năm 2018: ra mắt với vai trò nghệ sĩ Indie
14 Casper bén duyên với nghệ thuật từ năm 2012 khi còn đang ngồi trên ghế nhà trường. Bắt đầu với vai trò là một nhà sản xuất dòng nhạc EDM, song anh chưa thể ghi được dấu ấn quá nổi bật lúc bấy giờ. Phải tới năm 2018, anh mới chính thức ra mắt với vai trò là một nhạc sĩ - nhà sản xuất âm nhạc khi phát hành đĩa đơn đầu tay mang tên Chạy Đâu Cho Khỏi Nắng (thể hiện bởi ChamCham).
Quãng thời gian 1 năm tiếp theo cũng không mấy khả quan với 14 Casper khi những bài hát thể loại Pop/EDM anh viết được đánh giá là thiếu điểm nhấn, nội dung nhạt nhòa và nhận về số lượt xem rất khiêm tốn.

### Năm 2020

#### Đĩa đơncó ai ở đây không?[7]
Năm 2020 là một năm có nhiều sự đột phá của 14 Casper trong quá trình làm nghề khi anh mở màn với đĩa đơn có ai ở đây không? và nhận về phản hồi tích cực và lượt view chạm con số 9 triệu trên YouTube. Đĩa đơn này cũng là cột mốc đánh dấu lần đầu tiên anh hợp tác cùng ca sĩ Bon Nghiêm, người cũng sẽ đồng hành cùng 14 Casper trong âm nhạc tới sau này.
Bài hát có ai ở đây không? nói về sự cô đơn và sức khỏe tinh thần của một con người, được thực hiện dựa trên motif các bài hát thể loại Ballad quen thuộc. Nhờ vậy, ca khúc đã nhận về rất nhiều sự ủng hộ của cả khán giả lẫn những người nổi tiếng như siêu mẫu Thanh Hằng, ca sĩ Đạt G, ca sĩ Chi Pu, ca sĩ Đức Phúc, ca sĩ Thùy Chi, hotgirl Salim,...

#### Đĩa đơnbao tiền một mớ bình yên?[8]
14 Casper kết thúc một năm 2020 đặc biệt với đĩa đơn trở lại mang tựa đề khá lạ tai: "bao tiền một mớ bình yên?". Ca khúc này vẫn được thể hiện bởi người bạn thân thiết của anh, ca sĩ Bon Nghiêm. Ngay lập tức chỉ sau một tuần ra mắt, ca khúc đã đạt hạng 1 trên bảng xếp hạng Viral 50 của Spotify và giữ vững vị trí này trong hơn 2 tuần. Music video của bài hát này cũng nhanh chóng chạm ngưỡng 1 triệu views trên YouTube sau 20 ngày ra mắt. Cho đến thời điểm hiện tại, bao tiền một mớ bình yên? vẫn đang là bài hát nổi bật nhất của 14 Casper với hơn 50 triệu views sau 2 năm ra mắt.
bao tiền một mớ bình yên? được ra đời trong điều kiện đầy khó khăn. Đây là một bài hát được 14 Casper sáng tác với quãng nốt khá rộng khi có cả những đoạn hát trầm đầy tự sự lẫn những phần note cao dào dạt cảm xúc. Vậy mà ca khúc lại được anh và Bon Nghiêm thu âm trong một phòng thu nhỏ tại nhà, thậm chí không dám hát lớn tiếng vì sợ... đánh thức bố mẹ đang ngủ.
bao tiền một mớ bình yên? là bài hát nói về sự vất vả lao động của một bộ phận giới trẻ hiện nay, có bản phối được làm nổi bật bởi tương phản giữa phần verse nhẹ nhàng và đoạn điệp khúc mạnh mẽ. Ca khúc được ví như "gối đầu giường" của các khán giả trẻ vì giai điệu nhẹ nhàng, thông điệp mang ý nghĩa chữa lành cùng lyrics sâu sắc, bao tiền một mớ bình yên? đã nhiều lần trở thành niềm an ủi nhỏ bé cho nhiều người nghe trong cuộc sống chông chênh, đầy áp lực.
Ca khúc được đón nhận rất tốt với nhiều bản cover trên YouTube và được ca sĩ Thùy Chi thể hiện lại (cùng với có ai ở đây không?) trong show diễn In The Moonlight tại TP.HCM
Năm 2024, bao tiền một mớ bình yên? được phối mới và thể hiện lại bởi các nghệ sĩ trong chương trình Anh Trai Vượt Ngàn Chông Gai, và xuất hiện trong hai đêm concert kèm theo của chương trình này.

### Năm 2022

#### Kết hợp cùng ca sĩ Hoàng Dũng
Sau một năm 2021 có nhiều sự chững lại trong việc ra mắt các sản phẩm âm nhạc, ngày 21/01/2022, nhạc sĩ 14 Casper và ca sĩ Hoàng Dũng cho ra mắt ca khúc Một Điều Chưa Nói trong dự án quảng cáo Tết của hãng game PUBG Mobile Việt Nam. Bài hát có phần lời được chắp bút bởi cả 14 Casper và Hoàng Dũng, nói về sự e thẹn, ngại ngần của một cặp đôi yêu thầm qua internet. Một Điều Chưa Nói có giai điệu và bản phối khá lạ và bắt tai, tuy nhiên, chỉ nhận về vỏn vẹn 2 triệu lượt views trên YouTube, một con số khiêm tốn với một dự án quảng cáo.

#### Dự ánVề Nghe Mẹ Ru[14]
Bài hát Về Nghe Mẹ Ru nằm trong chuỗi dự án làm mới thể loại nhạc Cải lương của NSND Bạch Tuyết cùng nhạc sĩ Hứa Kim Tuyền, Hoàng Dũng và 14 Casper. Về Nghe Mẹ Ru gây ấn tượng bởi sự kết hợp độc đáo giữa Cải lương và HipHop với giai điệu vô cùng bắt tai. Đây có thể coi là một trong những thành tựu lớn nhất trong sự nghiệp của 14 Casper khi tác phẩm này đã ngay lập tức tạo ra một làn sóng xu thế trên nền tảng TikTok; đạt hạng 2 trên Danh mục âm nhạc thịnh hành của YouTube sau 5 ngày ra mắt; dành về hai giải thưởng âm nhạc cuối năm tại Lễ trao giải Làn Sóng Xanh 2022 và Lễ trao giải TikTok Awards 2022.

### Năm 2023

#### SỐ KHÔNG- Album phòng thu đầu tiên
Ngày 03 tháng 02 năm 2023, thông báo ra mắt album 'SỐ KHÔNG' được đăng tải trên trang mạng xã hội của 14 Casper. 'SỐ KHÔNG' là album phòng thu đầu tiên của 14 Casper và Bon Nghiêm, bao gồm 09 ca khúc do chính bộ đôi này sáng tác: nói em không tin, nửa đêm về nhà, một đời (feat. buitruonglinh), không nói ai mà biết, bình minh rơi đằng tây (feat. Vy Vy), viết cho ngày mưa đông, lò vi sóng (ăn một mình), lò vi sóng (ăn cùng nhau), bao tiền một mớ bình yên? (Special Demo Ver.) 'SỐ KHÔNG' là con số đại diện cho sự "bình yên" của mỗi con người, và cũng là điểm "cân bằng" mà ai cũng khao khát trong cuộc đời. Đây cũng là con số tri ân của 14 Casper và Bon Nghiêm đối với cột mốc phát hành album đầu tiên trên chặng đường âm nhạc bắt đầu từ con số 0 của mình. Album 'SỐ KHÔNG' được phát hành dưới hình thức nhạc số và CD. Đặc biệt ở ấn phẩm vật lý, 14 Casper & Bon Nghiêm dành tặng thêm cho khán giả bản "special demo" của bản hit "bao tiền một mớ bình yên?" trước đó.
Đi kèm với album này là 'SỐ KHÔNG' (Acoustic), một series bao gồm 5 bài hát chọn từ album cùng tên, được phối lại theo phong cách acoustic và được phát hành dưới dạng video ghi lại phần biểu diễn trực tiếp của 14 Casper và Bon Nghiêm, bắt đầu phát hành từ ngày 29 tháng 8.

### Năm 2024
Một năm được cho là hoạt động sôi nổi khi 14 Casper cho ra mắt album solo đầu tiên, cùng với sự trở lại đầy mạnh mẽ của các bài hát đã ra mắt trước đó thông qua các hiện tượng mạng xã hội, và được đề cử trong hạng mục Rising Artist của WeChoice Awards 2024.
Ngày 3 tháng 11, trang chính thức của công ty giải trí Higher Dimension thông báo kí kết hợp tác cùng 14 Casper, đưa anh trở thành nghệ sĩ độc quyền tiếp theo của công ty này.

#### Tại Sao 0?- Album solo
Cuối năm 2023, trang cá nhân của 14 Casper bất ngờ công bố anh sẽ cho ra mắt album solo đầu tiên trong sự nghiệp với một hình ảnh hoàn toàn khác lạ so với hình tượng nhẹ nhàng trong các bài hát ballad trước đây. Tại Sao 0? bao gồm 11 track, được sáng tác, sản xuất và thể hiện bởi chính 14 Casper cùng với sự góp mặt của Ha Kiem, một tài năng trẻ được phát hiện bởi SS Label. Những bài hát trong album được cho là có âm hưởng của thể loại Alternative Rock, Pop, HipHop, Trap, được sắp xếp theo trình tự một chuỗi câu chuyện được ý tưởng hóa bởi 14 Casper.  Anh cho biết album này là một sự giải tỏa về cảm xúc, thể hiện một nhân cách khác trong người nghệ sĩ, thỏa mãn đam mê đơn thuần chứ không hề có toan tính hay kì vọng vào sự đón nhận rộng rãi của khán giả đại chúng.

#### Đĩa đơnTa Đã Vất Vả Rồi Mà
Ta Đã Vất Vả Rồi Mà là đĩa đơn trở lại của 14 Casper hợp tác cùng Bon Nghiêm dưới tư cách một nhóm nhạc đã ghi dấu ấn với các sản phẩm ballad trước đó. Bài hát được phát hành với một music video, phát hành vào ngày 25 tháng 9, đạt thứ hạng cao nhất tại vị trí 19 trên tab thịnh hành mục Âm nhạc của YouTube và xuất hiện trong nhiều playlist tuyển chọn của các nền tảng Spotify, Zing MP3, NhacCuaTui.
Sản phẩm này đánh dấu lần đầu tiên 14 Casper và Bon Nghiêm xuất hiện diễn xuất trong một music video.

#### Sự nổi bật trở lại của các bài hát đã ra mắt
Năm 2024 ghi nhận nhiều bài hát trở nên bùng nổ thông qua các hiện tượng mạng xã hội, một trong số đó là đĩa đơn một đời của 14 Casper và Bon Nghiêm. Tuy đĩa đơn này đã ra mắt 2 năm tính tới thời điểm nó được khán giả đón nhận, nhưng sức hút của sản phẩm này vẫn lan tỏa mạnh mẽ thông qua những video ngắn ghi lại những khoảnh khắc trong tình yêu của các cặp đôi trên nền tảng TikTok.
Bên cạnh đó, hai sản phẩm khác của 14 Casper là bao tiền một mớ bình yên? (2020) (cùng Bon Nghiêm) và thu hoài (2021) (cùng Hoài Thanh) đã được cấp phép cho chương trình Anh Trai Vượt Ngàn Chông Gai sản xuất mới và thể hiện lại dưới dạng các phần trình diễn của nghệ sĩ thí sinh trong chương trình. Với độ ảnh hưởng rộng rãi của Anh Trai Vượt Ngàn Chông Gai, bao tiền một mớ bình yên? và thu hoài đã tiếp cận được một bộ phận ớn và đa dạng khán giả hâm mộ trung thành của chương trình.

## Danh sách đĩa nhạc

### Album phòng thu
| Tên        | Thông tin album                                                                                               | Danh sách bài hát                      |
| ---------- | --- | -------------------------------------- |
| SỐ KHÔNG   | - Phát hành: 03 tháng 03 năm 2023 - Hãng: Độc lập, LP Club, Believe. - Định dạng: Nhạc số phát trực tuyến, CD | nói em không tin                       |
| SỐ KHÔNG   | - Phát hành: 03 tháng 03 năm 2023 - Hãng: Độc lập, LP Club, Believe. - Định dạng: Nhạc số phát trực tuyến, CD | nửa đêm về nhà                         |
| SỐ KHÔNG   | - Phát hành: 03 tháng 03 năm 2023 - Hãng: Độc lập, LP Club, Believe. - Định dạng: Nhạc số phát trực tuyến, CD | một đời (feat. buitruonglinh)          |
| SỐ KHÔNG   | - Phát hành: 03 tháng 03 năm 2023 - Hãng: Độc lập, LP Club, Believe. - Định dạng: Nhạc số phát trực tuyến, CD | không nói ai mà biết                   |
| SỐ KHÔNG   | - Phát hành: 03 tháng 03 năm 2023 - Hãng: Độc lập, LP Club, Believe. - Định dạng: Nhạc số phát trực tuyến, CD | bình minh rơi đằng tây (feat. Vy Vy)   |
| SỐ KHÔNG   | - Phát hành: 03 tháng 03 năm 2023 - Hãng: Độc lập, LP Club, Believe. - Định dạng: Nhạc số phát trực tuyến, CD | viết cho ngày mưa đông                 |
| SỐ KHÔNG   | - Phát hành: 03 tháng 03 năm 2023 - Hãng: Độc lập, LP Club, Believe. - Định dạng: Nhạc số phát trực tuyến, CD | lò vi sóng (ăn cùng nhau ver.)         |
| SỐ KHÔNG   | - Phát hành: 03 tháng 03 năm 2023 - Hãng: Độc lập, LP Club, Believe. - Định dạng: Nhạc số phát trực tuyến, CD | lò vi sóng (ăn một mình ver.)          |
| SỐ KHÔNG   | - Phát hành: 03 tháng 03 năm 2023 - Hãng: Độc lập, LP Club, Believe. - Định dạng: Nhạc số phát trực tuyến, CD | bao tiền một mớ bình yên?              |
| Tại Sao 0? | - Phát hành: 01 tháng 01 năm 2024 - Hãng: Độc lập, Believe. - Định dạng: Nhạc số phát trực tuyến              | Thế Giới Kì Diệu Của 14 Casper (Intro) |
| Tại Sao 0? | - Phát hành: 01 tháng 01 năm 2024 - Hãng: Độc lập, Believe. - Định dạng: Nhạc số phát trực tuyến              | Chúng Ta                               |
| Tại Sao 0? | - Phát hành: 01 tháng 01 năm 2024 - Hãng: Độc lập, Believe. - Định dạng: Nhạc số phát trực tuyến              | Từ Ngày Có Em                          |
| Tại Sao 0? | - Phát hành: 01 tháng 01 năm 2024 - Hãng: Độc lập, Believe. - Định dạng: Nhạc số phát trực tuyến              | BABYANHKOMUONNHUVAY                    |
| Tại Sao 0? | - Phát hành: 01 tháng 01 năm 2024 - Hãng: Độc lập, Believe. - Định dạng: Nhạc số phát trực tuyến              | Bạn Trai (feat. HAKIEM)                |
| Tại Sao 0? | - Phát hành: 01 tháng 01 năm 2024 - Hãng: Độc lập, Believe. - Định dạng: Nhạc số phát trực tuyến              | Nói Chung Là                           |
| Tại Sao 0? | - Phát hành: 01 tháng 01 năm 2024 - Hãng: Độc lập, Believe. - Định dạng: Nhạc số phát trực tuyến              | Say My Name (Interlude)                |
| Tại Sao 0? | - Phát hành: 01 tháng 01 năm 2024 - Hãng: Độc lập, Believe. - Định dạng: Nhạc số phát trực tuyến              | A Bad Day Song                         |
| Tại Sao 0? | - Phát hành: 01 tháng 01 năm 2024 - Hãng: Độc lập, Believe. - Định dạng: Nhạc số phát trực tuyến              | Mọi Điều Là Do Ta                      |
| Tại Sao 0? | - Phát hành: 01 tháng 01 năm 2024 - Hãng: Độc lập, Believe. - Định dạng: Nhạc số phát trực tuyến              | Xin Lỗi & Cảm Ơn                       |
| Tại Sao 0? | - Phát hành: 01 tháng 01 năm 2024 - Hãng: Độc lập, Believe. - Định dạng: Nhạc số phát trực tuyến              | Good Night (feat. HAKIEM)              |

### Đĩa đơn
| Năm  | Tên                       | Kết hợp cùng                               |
| ---- | ------------------------- | ------------------------------------------ |
| 2018 | Chạy Đâu Cho Khỏi Nắng    | ChamCham                                   |
| 2019 | Phải Là Bây Giờ           | Hoaichan                                   |
| 2019 | Thanh Xuân Không Hối Tiếc | Hoaichan                                   |
| 2020 | có ai ở đây không?        | Bon Nghiêm                                 |
| 2020 | bao tiền một mớ bình yên? | Bon Nghiêm                                 |
| 2021 | Ngày Dài (Reboot)         | ICD                                        |
| 2021 | TEXT                      | ICD, Zoey                                  |
| 2021 | thu hoài                  | Hoài Thanh                                 |
| 2022 | Một Điều Chưa Nói         | Hoàng Dũng                                 |
| 2022 | Về Nghe Mẹ Ru             | NSND Bạch Tuyết, Hứa Kim Tuyền, Hoàng Dũng |
| 2022 | Nói Em Không Tin          | Bon Nghiêm                                 |
| 2022 | một đời                   | Bon Nghiêm, buitruonglinh                  |
| 2024 | Ta Đã Vất Vả Rồi Mà       | Bon Nghiêm                                 |

## Giải thưởng
| Giải thưởng            | Năm  | Hạng mục            | Tác phẩm Đề cử | Kết quả   |
| ---------------------- | ---- | ------------------- | -------------- | --------- |
| Làn Sóng Xanh          | 2022 | Sự kết hợp xuất sắc | Về Nghe Mẹ Ru  | Đoạt giải |
| TikTok Awards Việt Nam | 2022 | Âm nhạc của năm     | Về Nghe Mẹ Ru  | Đoạt giải |
| WeChoice Awards        | 2024 | Rising Artist       |                | Đề cử     |